# Ayşe Hatun (manželka Osmana II.)

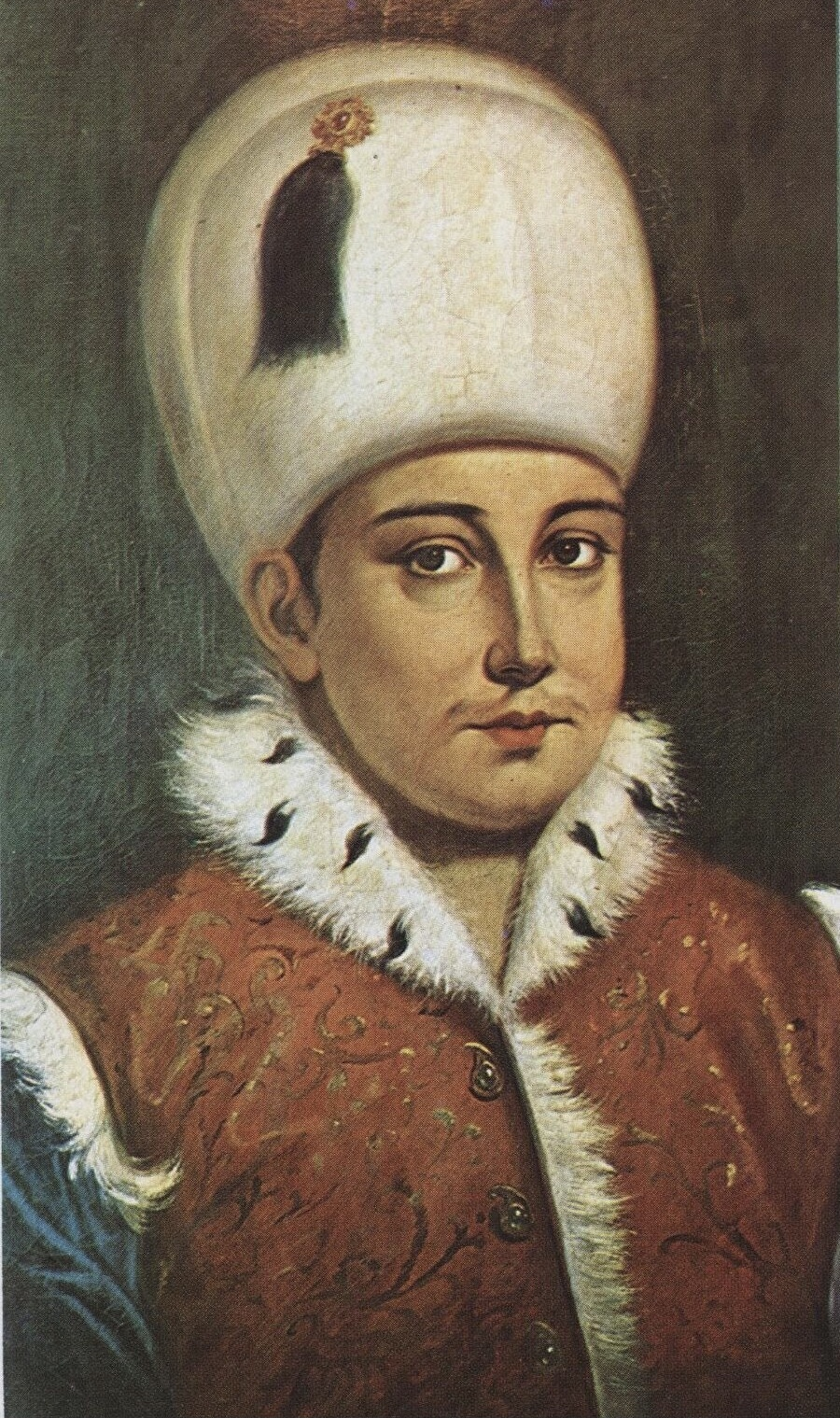
Sultán Osman II., manžel Ayşe Hatun

Ayşe Sultan (? – po roce 1640?) byla manželka osmanského sultána Osmana II.

## Život
Jméno Ayşe dostala v roce 1619. Nic o jejím rodném jméně a jejím životě před zajetím do harému není známo.
Podle dějepisce Peirce v harému dosáhla vysokého postavení Haseki Sultan (matka prince nebo princů). Na druhou stranu podle dějepisce Piterberga neměl sultán Osman žádnou haseki a Ayşe nebyla vůbec politicky významnou ženou. Ví se o ní však téměř jistě, že zastávala funkci daye hatun (opatrovatelka, vychovatelka konkubín) a poté se starala o děti a bývalé sultánky ve starém paláci.  
Po smrti sultána v roce 1622 zůstala nadále v hlavním paláci. Nadále se starala a pomáhala s výchovou ostatních konkubín až do své smrti. 